# محمد الطيب العلوي
محمد علي محمد طيب محمد العلوي (ولد في 13 أكتوبر 1989 في المنامة، البحرين) لاعب كرة قدم دولي بحريني يجيد اللعب في مركز المهاجم وبدرجة أقل الوسط المهاجم. يلعب حاليا لصالح الحد الذي ينافس في الدوري البحريني الممتاز منذ 2021.